# Cieneguilla, Guerrero
Cieneguilla är en ort i Mexiko.   Den ligger i kommunen Cochoapa el Grande och delstaten Guerrero, i den sydöstra delen av landet, 270 km söder om huvudstaden Mexico City. Cieneguilla ligger 1 625 meter över havet och antalet invånare är 156.
Terrängen runt Cieneguilla är bergig åt sydväst, men åt nordost är den kuperad. Runt Cieneguilla är det ganska glesbefolkat, med 27 invånare per kvadratkilometer. Närmaste större samhälle är Yuvinani, 11,6 km norr om Cieneguilla. I omgivningarna runt Cieneguilla växer huvudsakligen savannskog.